# КПП-5М (скріплення)
КПП-5М — це проміжне пружне залізничне скріплення, призначене для використання на прямих ділянках безстикової залізничної колії та на криволінійних ділянках з радіусом не менше 350 м, що є модернізованою версією скріплення типу КПП-5.

## Скріплення проміжне пружне типу КПП-5М
ТУ У 35.2-30268559-118:2009
Скріплення проміжне типу КПП-5М призначене для використання на прямих ділянках безстикової залізничної колії і криволінійних ділянках з радіусом не менше 350 м. Середній ресурс надійності для КПП-5М 800 млн т брутто пропущеного вантажу. Вкладається в колію з рейками Р65. Скріплення складається з анкера закладеного АЗ-2, в який кріпиться клема КП-5.4. Між клемою і рейкою встановлюється ізолюючий вкладиш ВІ-М. Для електричної ізоляції підошви рейки від залізобетонної шпали і зниження динамічних навантажень від рухомого складу встановлюють прокладку ПРП-3.2. Система менеджменту якості сертифікована органом з сертифікації в системі TÜV NORD CERT (Німеччина).

## Анкери закладні АЗ-2 до пружних колійних скріплень типів КПП-5М
ТУ У 35.2-30268559-070:2007
Анкери закладні АЗ-2 виготовляються методом відливання з високоміцного чавуну. Є складовою частиною проміжних пружних скріплень типів КПП-5М. На анкера встановлюються пружні клеми КП-5.2 та КП-5.4.

## Прокладки підрейкові типу ПРП-3.2 для пружного скріплення типу КПП-5М
ТУ У 35.2-30268559-080:2007
Прокладка підрейкових ПРП-3.2 для рейок типу Р65 з пружним скріпленням типу КПП-5М. Виготовлена з термопластичного поліуретану. Призначена для електричної ізоляції підошви рейки від залізобетонної шпали, забезпечує зниження динамічних навантажень від рухомого складу.

## Клеми пружні типу КП-5.4 проміжного скріплення типу КПП-5М
ТУ У 35.2-30268559-039:2007
Клеми пружні типу КП-5.2; КП-5.4 виготовляються з круглого сталевого прокату Ø16 мм. Клема пружна КП-5.2 є складовою частиною проміжного скріплення типу КПП-5; КПП-5-К а клема пружна КП-5.4 є складовою частиною проміжного скріплення типу КПП-5М рейок типу Р65, де застосовуються ці скріплення. На одну шпалу встановлюють чотири клеми одного типу, які забезпечують постійне пружне притиснення рейки до шпали. Монтаж та демонтаж клем виконують з використанням спеціального універсального ключа.

## Джерело
- офіційний сайт корпорації КРТ [Архівовано 10 лютого 2012 у Wayback Machine.]
- Старокостянтинівський завод ЗБШ [Архівовано 18 квітня 2012 у Wayback Machine.]